# سوبرناتشرول (ألبوم)
سوبرناتشرول (بالإنجليزية: Supernatural)‏ هو الألبوم السابع عشر لفرقة سانتانا فاز الألبوم بتسع جوائز غرامي بما في ذلك جائزة ألبوم السنة.
وصل الألبوم بعد إصداره للمرتبة رقم 19 على بيلبورد 200 في 3 يوليو عام 1999 ولكن الالبوم تصدر اللائحة (بعد 18 أسبوع) في 30 أكتوبر 1999 وبقي في المرتبة الأولى لـ 12 أسبوع غير متتالي.

## قوائم المبيعات
| Charts (1999–2000)                            | الذروة |
| --------------------------------------------- | ------ |
| Australian Albums Chart                       | 1      |
| Austrian Albums Chart                         | 1      |
| Belgian (Flanders) Albums Chart               | 2      |
| Belgian (Wallonia) Albums Chart               | 2      |
| Canadian Albums Chart                         | 1      |
| Finnish Albums Chart                          | 2      |
| فرنساhart                                     | 1      |
| Iإيطاليا Chart                                | 1      |
| نيوزيلنداhart                                 | 1      |
| النرويجhart                                   | 1      |
| t السويد                                      | 1      |
| شارت الألبومات السويسريt                      | 1      |
| قائمة المملكة المتحدة للألبومات الأكثر مبيعاًt | 1      |
| بيلبورد 0                                     | 1      |
| بيلبورد لأفضل الألبومات اللاتينيةs            | 1      |

## تاريخ الإصدار
| المنطقة          | التاريخ        | العلامة                  | النسخة |
| ---------------- | -------------- | ------------------------ | ------ |
| الولايات المتحدة | 15 يونيو 1999  | آريستا                   | قياسية |
| كندا             | 15 يونيو 1999  | سوني ميوزيك كندا         | قياسية |
| فرنسا            | 21 يونيو 1999  | آريستا إنترناشونال       | قياسية |
| المملكة المتحدة  | 12 يوليو 1999  | آريستا                   | قياسية |
| الولايات المتحدة | 16 فبراير 2010 | آريستا ليغاسي ريكوردينغس | إضافية |

## روابط خارجية
- سوبرناتشرول على موقع الموسوعة البريطانية (الإنجليزية)
- سوبرناتشرول على موقع أول موفي (الإنجليزية)